# 假楼梯草
假楼梯草（学名：Lecanthus peduncularis）为荨麻科假楼梯草属下的一个种。

## 扩展阅读
維基物種上的相關：假楼梯草